# Curarea crassa
Curarea crassa är en tvåhjärtbladig växtart som beskrevs av R.C. Barneby. Curarea crassa ingår i släktet Curarea och familjen Menispermaceae. Inga underarter finns listade i Catalogue of Life.